# Peeter Rebane
Peeter Rebane (24 aprile 1973) è un regista, imprenditore, produttore discografico e politico estone.

## Biografia
Studiò all'Università di Oxford e si laureò con lode in economia all'Università di Harvard. Studiò regia alla University of Southern California e approfondì i suoi studi presso lo Studio Performing Arts di Judith Weston. È uno dei fondatori della società di produzione cinematografica The Factory, il principale gruppo di intrattenimento nella regione baltica. Nel 2013, venne insignito del titolo di imprenditore estone dell'anno da Ernst & Young.
Come regista ha diretto i lungometraggi Firebird (2017), Sailing to Freedom (2018) e i documentari Tashi Delek! (2015) e Robbie Williams: Fans Journey to Tallinn (2014). 
Ha prodotto il film concerto Robbie Williams: Live in Tallinn e vari video musicali, tra cui quello della canzone di Moby Wait For Me, la canzone Together dei Pet Shop Boys, la canzone Born to Live di The Heft, la canzone di Koikson Over Water e la canzone di Daniel Levi Summer Love.
In ambito musicale fu anche produttore dell'Eurovision Song Contest nel 2002. Produsse il 23° European Film Awards Gala nel 2010, e fu uno degli iniziatori del progetto Capitale Europea della Cultura 2011 e produttore del concerto per il 20º anniversario dell'indipendenza dell'Estonia nel 2011.
La sua società BDB, fondata col fratello Priit Rebane, è specializzata nel mondo dell'intrattenimento ed ha organizzato numerosi concerti, tra cui quelli di Madonna, Robbie Williams, Sting, Elton John, Lady Gaga, Metallica.
Vendere
Peeter Rebane è un membro del consiglio dell'esperimento sociale del World Memory Film Project ed è stato membro del consiglio dell'Associazione estone degli organizzatori di concerti (2001-2011), presidente del Baltic Harvard Club (2004-2009).
È apertamente gay ed è un attivista per i diritti LGBT.

### Attività politica
Dal 2006 al 2016, Rebane fece parte del Partito di Centro Estone. A detta dello stesso Rebane, s'era iscritto al partito, sperando di sostenere l'introduzione di un'aliquota IVA più bassa per gli eventi culturali. Fu fra i fautori della legge sulle unioni civili e l'adozione dei figli del compagno o della compagna per le persone dello stesso sesso, in vigore dal 2016.

## Filmografia
- The Lovers (2008, cortometraggio)
- Pet Shop Boys: Together (2010, cortometraggio)
- Robbie Williams: Live in Tallinn (2013, TV Special)
- Robbie Williams: Fans Journey to Tallinn (2014, documentario)
- Tashi Delek! (2015, documentario)
- Sailing to Freedom (2018)
- Firebird (2021)